# Lourenço Marques
Lourenço Marques var en portugisisk søfarer og handelsmand i det 16. århundrede. I 1544 på en ekspedition til det afrikanske kontinent udforskede han området langs i Mozambiques kyst, ud for hovedstaden, Maputo, i det nuværende Maputo-bugten (Baía de Maputo).

## Historie
På ordre fra kongen i Portugal, João III, fik bugten navnet Baía de Lourenço Marques (Lourenço Marques-bugten). Bosætningen, som blev etableret på østsiden af bugten fik også navnet Lourenço Marques. Byen Lourenço Marques var hovedstad i Mozambique fra 1898, men skiftede navn til Maputo den 3. februar 1976, året efter Mozambiques selvstændighed.